# Welsh corgi pembroke

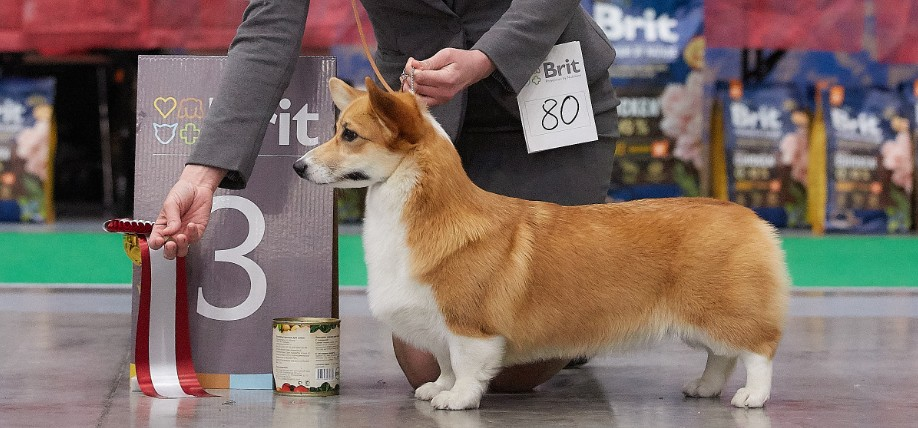
Pembroke do Corgi de Galês na sinfonia 2019 do Corgi. 17 de março de 2019.

A  welsh corgi pembroke[Nota] é uma raça de cães nativa do País de Gales, era a raça oficial da rainha Isabel II do Reino Unido, que possuía sete exemplares e um quarto de seu palácio dedicado principalmente a seus "companheiros".[carece de fontes?]
Criados para o trabalho desde o ano de 920, foram inicialmente usados para pastorear gado, caçar ratos e guardar fazendas. Especula-se se sua história não estaria ligada à dos vallhund suecos, possivelmente levados à Grã Bretanha pelos vikings. Mais adiante na história, passaram a serem vistos como cães de companhia, apesar de ainda serem usados para o trabalho. O gosto por morder permanece como um traço comum a esta raça pastora, o que torna seu adestramento difícil. Fisicamente apresenta a pelagem colorida e curta, seu focinho é compacto e mais curto que o do corgi e a falta de rabo é um traço hereditário.